# Trautvetteria caroliniensis
Trautvetteria caroliniensis là một loài thực vật có hoa trong họ Mao lương. Loài này được (Walter) Vail miêu tả khoa học đầu tiên năm 1890.

## Hình ảnh

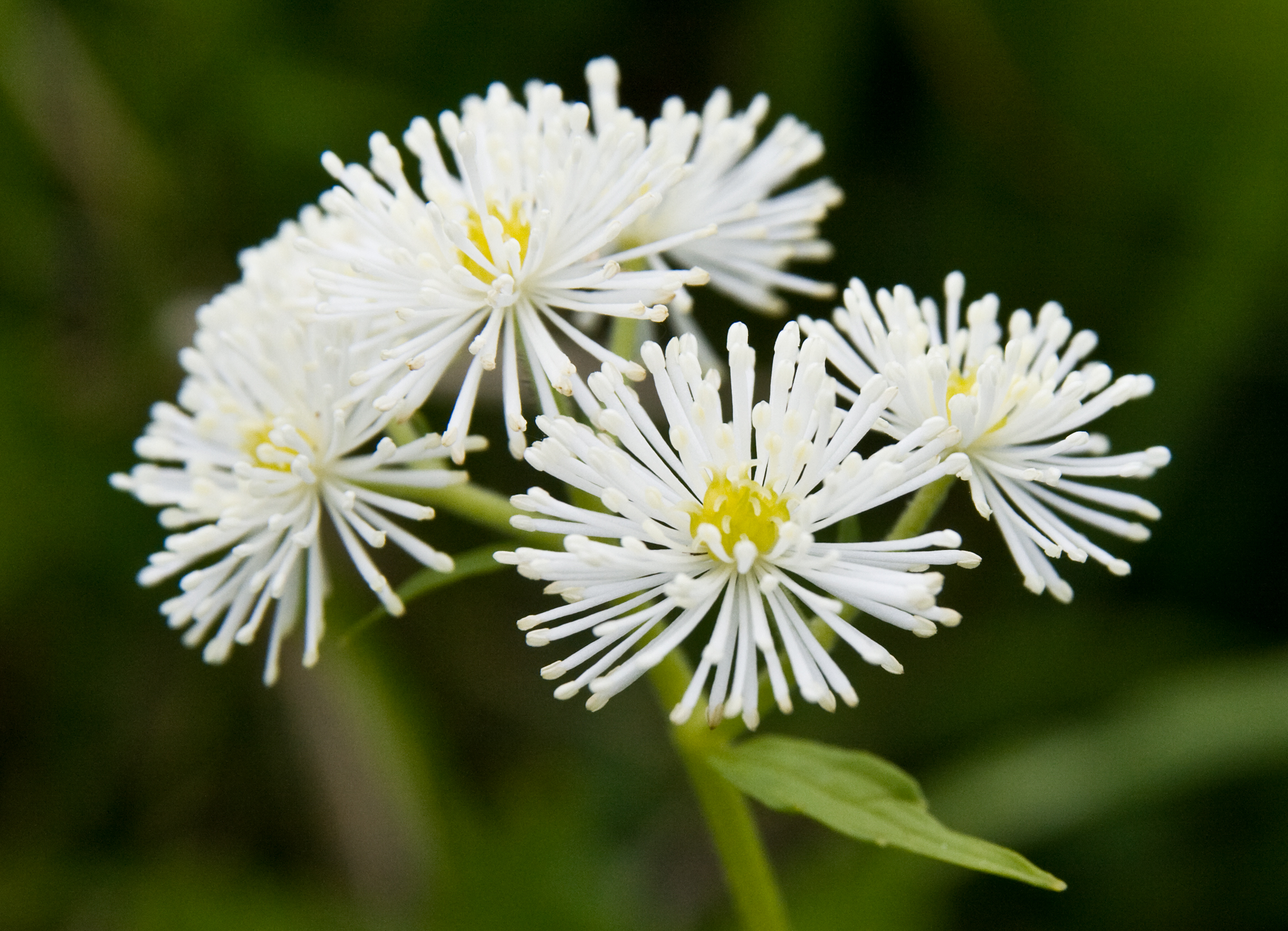
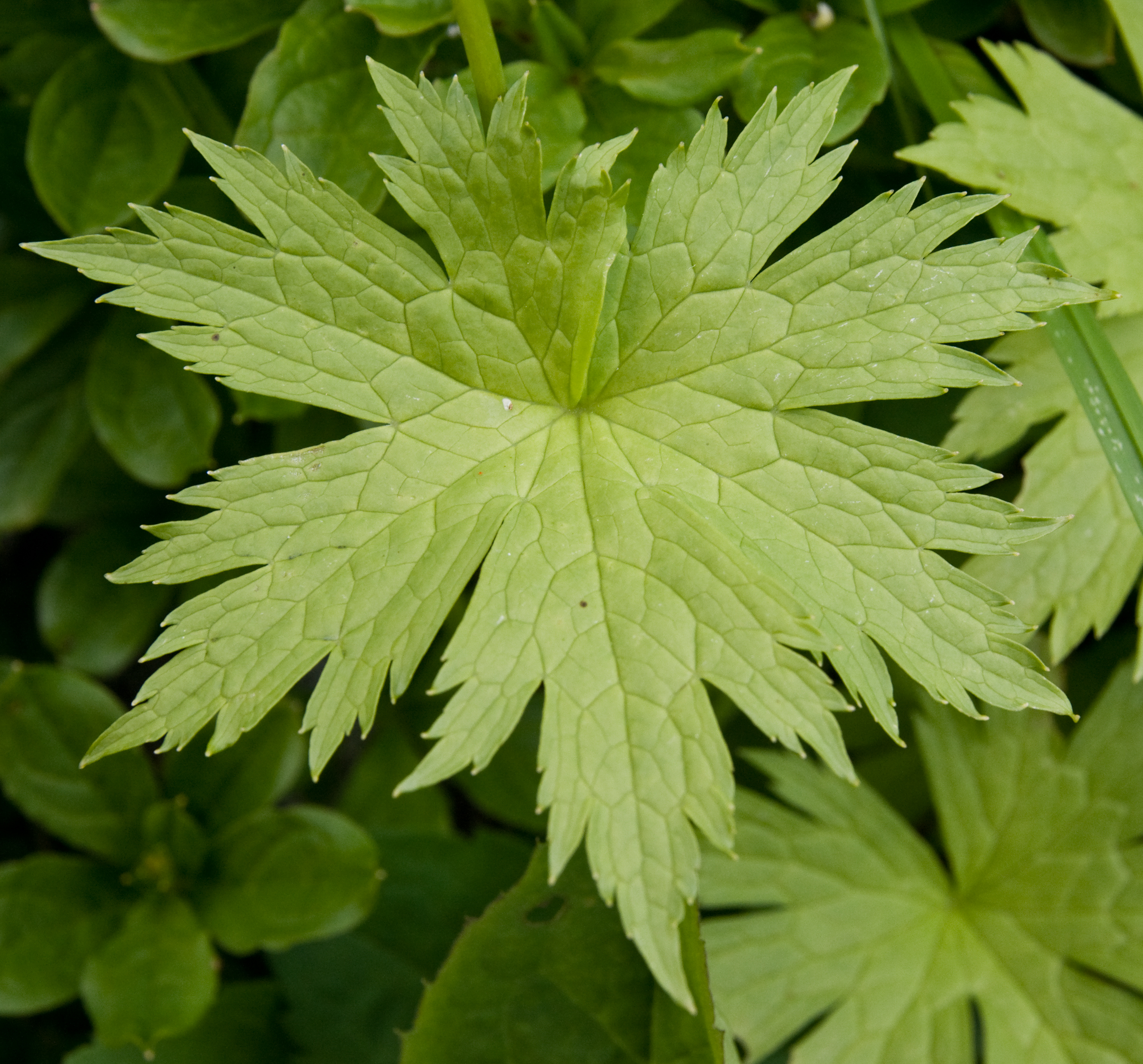
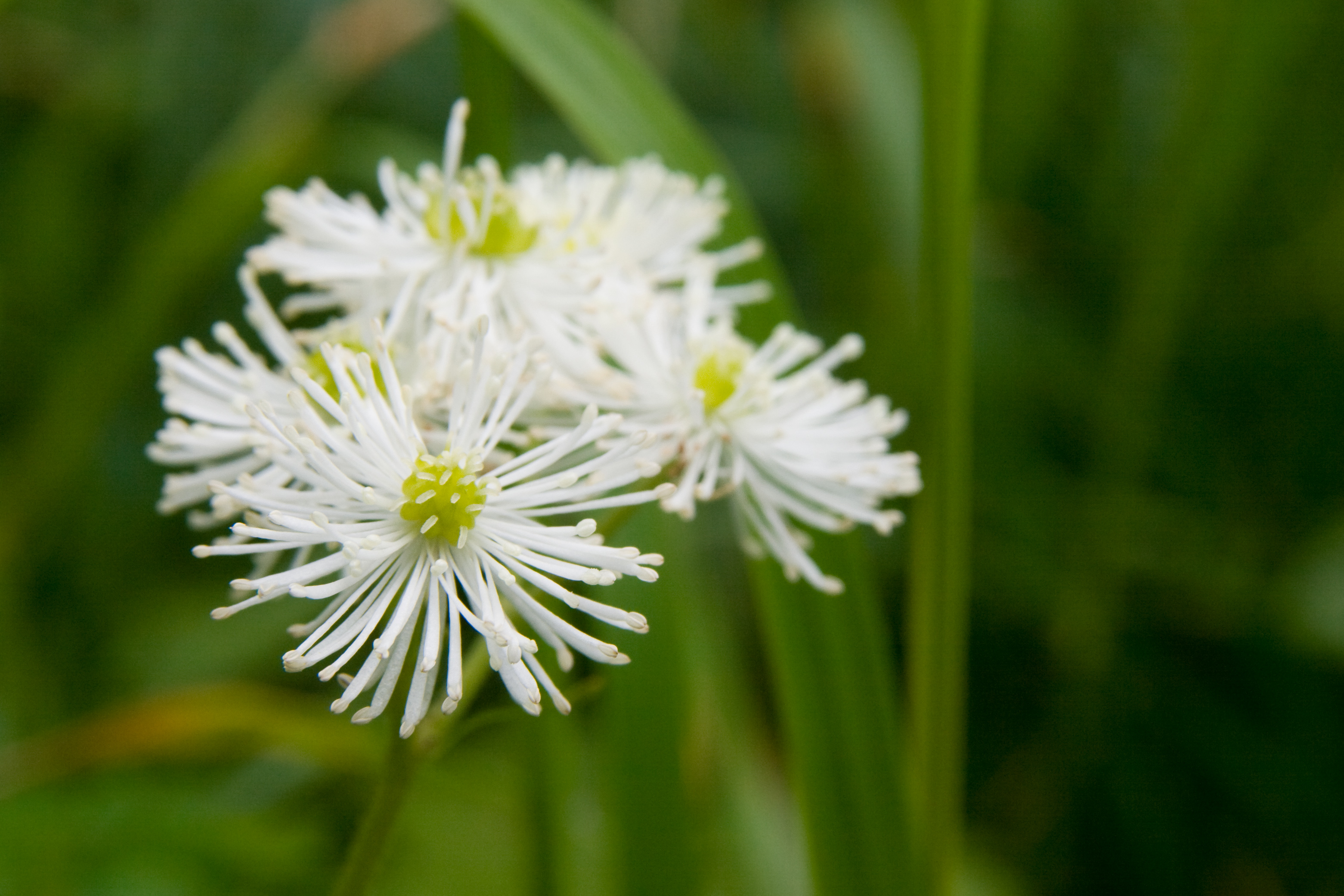
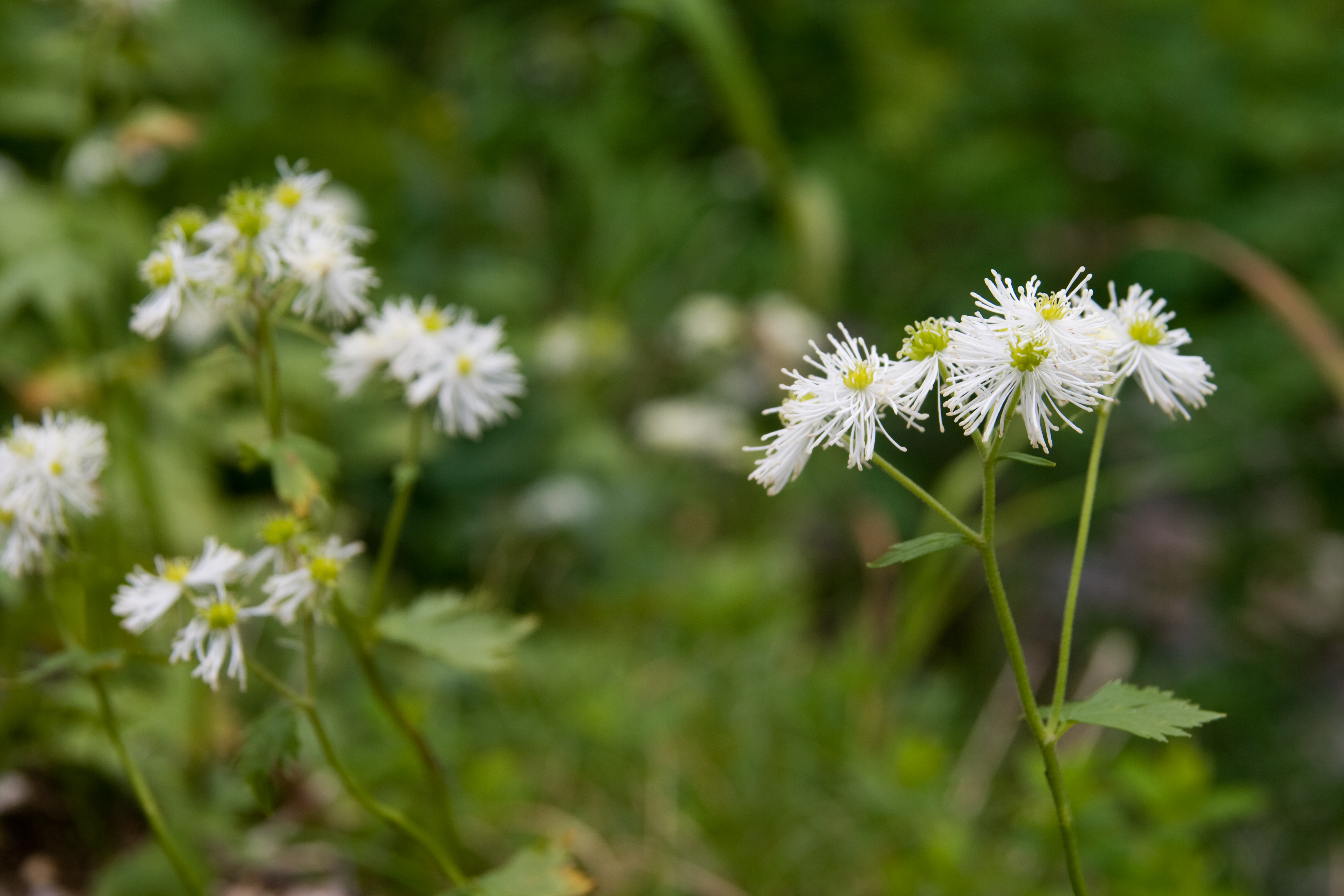